# Henk Hospes
Henk Hospes (4 juli 1956) was een Nederlandse kortebaanschaatser uit Heerenveen. 
In zijn jeugd won hij in 1968 Fries kortebaankampioen in de leeftijdscategorie tot 14 jaar. Hij herhaalde dat in 1976 bij de Junioren en in 1980 bij de senioren. Hij onttroonde dat jaar in Vinkega de destijdse 'Schaatser van de Eeuw' Piet de Boer en de gebroeders Matthijs en Geert Kuiper. 
Henk is de vader van sprinter Jesper Hospes die in 2010, 23 jaar na zijn vader, Nederlands Kortebaankampioen werd in deze oudste vorm van hardrijden op de schaats.

## Nederlandse kampioenschappen
In 1968 werd Henk Nederlands jeugdkampioen op de 400 meter. In 1971, 1972 en 1973 werd hij viermaal achtereen Nederlands Kampioen Kortebaanschaatsen bij de A/B Junioren. Elf jaar later werd hij in 1987 Nederlands Kortebaankampioen bij de senioren in Akkrum.

## Trainer
Vanaf 1986 werd Hospes schaatstrainer voor de Franeker ijsclub De Eskimo's en sprinttrainer voor het gewest Fryslân. In 2007 werd hij trainer voor de Damesselectie voor het Gewest Fryslân. Nadat hij in 2011 ijstrainer werd voor het Nederlandse inlineskaten werd hij trainer van marathonschaatsers. In maart 2022 stopte hij en in 2022/2023 trad hij toe tot de technische staf van Team Zaanlander.

## Resultaten
| jaar | NK Kortebaan | NK Sprint | NK Afstanden |
| ---- | ------------ | --------- | ------------ |
| 1976 |              | 7         | 7            |
| 1977 |              | 12        | 12           |
| 1978 |              | 7         | 7            |
| 1979 |              | DNS       |              |
| 1980 |              | 10        |              |
| 1981 |              | 13        |              |
| 1985 |              | DNS       |              |
| 1986 |              | 21        |              |
| 1987 | Goud         | 21        |              |
| 1988 |              |           | 12 (500 m)   |
|      |              |           | 14 (5000m)   |